# Žardiniéra

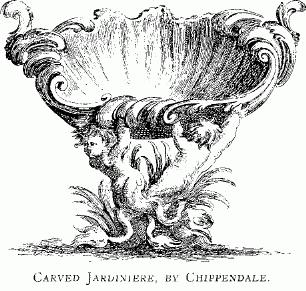
Žardiniéra ve stylu Chippendale

Novobarokní žardiniéra, bronz, Paříž, asi polovina 19. století

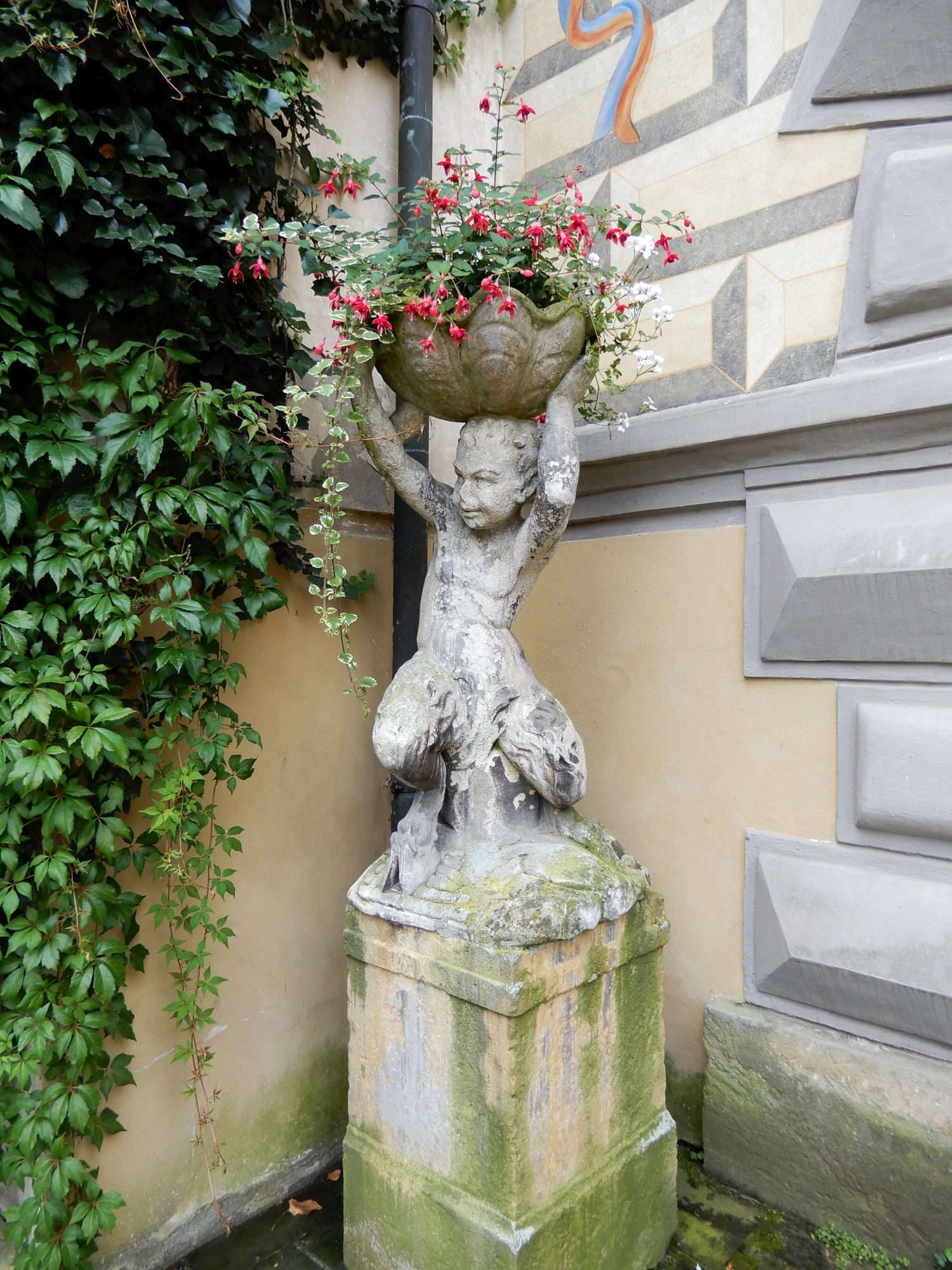
Žardiniéra typu guéridon na zámku v Častolovicích

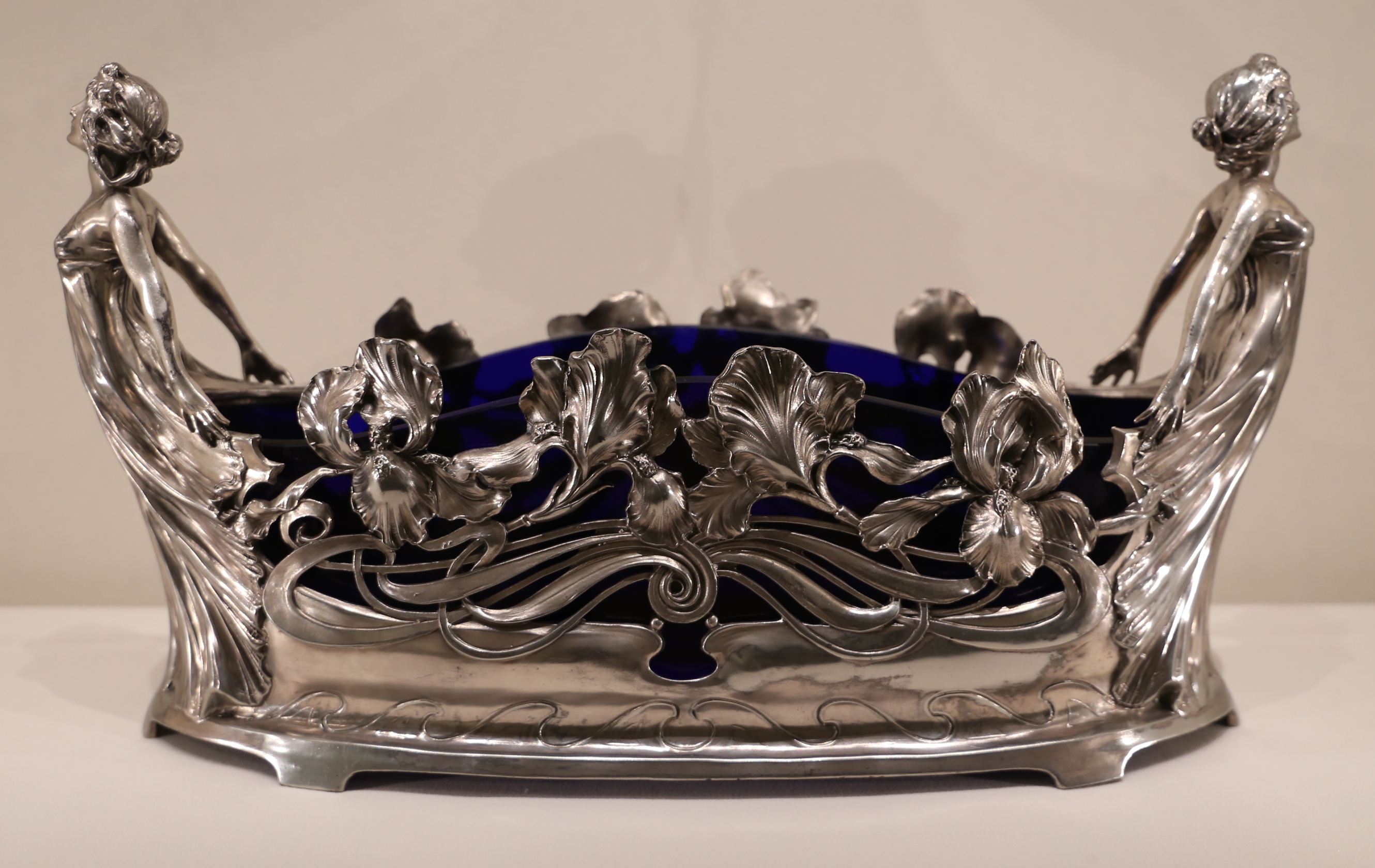
Secesní žardiniéra, Vídeň kolem 1900

Žardiniéra (z francouzského jardinière, tj. zahradnice) je kontejner s nádobou nebo stojanem, určený pro vystavování okrasných rostlin, především květin. 

## Rozdělení
z hlediska umístění v architektuře
- v exteriéru (parková, zahradní, v atriu, v okně)
- v interiéru: kontejner typu nástolec, samostatný

z hlediska pozice v interiéru
- samostatně stojící centrální kus, rohová, koutová žardiniéra
- součást sedacího nebo úložného nábytku

podle materiálů, velikosti a tvarů
- keramika nebo porcelán
- dřevo
- kámen
- kovy
- ostatní

podle obsahu
- na pokojové rostliny.[1]
- na zahradní květiny
- na okrasné dřeviny, např. bonsaje

## Typy
- stabilní kontejner na stojanu, v závěsu; do něj se vkládá nádoba (květináč, truhlík)
- mobilní kontejner s květinami: v sezóně se vystavuje, po sezóně uklízí do skleníku, na chodbu, atp.
- plastika, figurální (např. maskaron, socha bohyně Juno, mouřenína, satyra, viz guéridon, slona, labutě atp.)

## Historie
První žardiniéry jsou známé z antiky, především z římské architektury. Druhým obdobím rozkvětu žardiniér v Evropě byly renesance a manýrismus. Zlatý věk žardiniér nastal v období rokoka ve Francii od 2. třetiny 18. století a trval až do první poloviny 20. století. Specifický vývoj mají žardiniéry v kultuře Dálného východu